# 1088년

## 연호
- 북송(北宋) 원우(元祐) 3년
- 요(遼) 대안(大安) 4년
- 일본(日本) 간지(寛治) 2년
- 서하(西夏) 천의치평(天儀治平) 3년
- 리 왕조(李朝) 꽝흐우(廣佑) 4년

## 기년
- 고려(高麗) 선종(宣宗) 5년
- 북송(北宋) 철종(哲宗) 3년
- 요(遼) 도종(道宗) 34년
- 서하(西夏) 숭종(崇宗) 3년
- 리 왕조(李朝) 인종(仁宗) 17년

## 사건
- 최초의 대학 볼로냐 대학교 개교.
- 3월 12일 - 교황 우르바노 2세 즉위